# 巴萨讷
巴萨讷（法語：Bassanne，法語發音：[basan]）是法国吉伦特省的一个市镇，属于朗贡区。

## 地理
巴萨讷（44°33'34"N, 0°5'24"W）面积2.54 平方千米，位于法国新阿基坦大区吉倫特省，该省份为法国西南部沿海省份，是法國本土面积最大的省，北起滨海夏朗德省，西临大西洋，南至朗德省，东南接洛特-加龍省，东临多爾多涅省。
与巴萨讷接壤的市镇（或旧市镇、城区）包括：弗卢代斯、巴里、蓬多拉、皮巴尔邦。

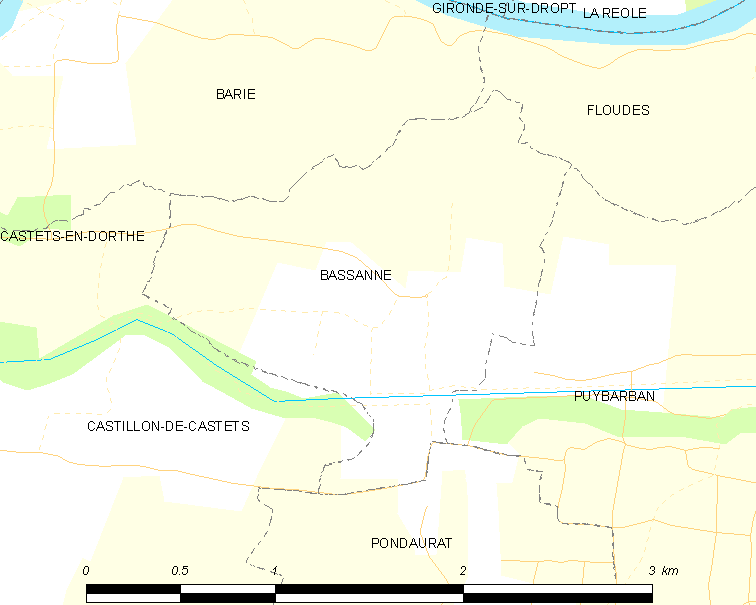
巴萨讷的OSM定位图

巴萨讷的时区为UTC+01:00、UTC+02:00（夏令时）。

## 行政
巴萨讷的邮政编码为33190，INSEE市镇编码为33031。

## 政治
巴萨讷所属的省级选区为勒雷奥莱-莱巴斯蒂德县。

## 人口

1962-2008年间巴萨讷人口变化图示

巴萨讷于2022年1月1日时的人口数量为131人。